# ドナルド・ノーマン
ドナルド・アーサー・ノーマン（ドン・ノーマン、Donald Arthur Norman、Don Norman、1935年12月25日 - ）はアメリカ合衆国の認知科学者、認知工学者。カリフォルニア大学サンディエゴ校名誉教授。『誰のためのデザイン?』で人間中心設計のアプローチを提示し、ヒューマン・インターフェイスやユーザビリティに多大な貢献を果たした。

## 略歴
1957年にマサチューセッツ工科大学（MIT）で電気工学・コンピュータ科学の学士号を取得し、ペンシルベニア大学へ進学。1962年に心理学で博士の学位を取得した。大学院修了後にハーバード大学認知科学センターでポスドクフェローを経て講師となり、1966年にカリフォルニア大学サンディエゴ校へ移籍。准教授・教授を歴任する。
1988年に『誰のためのデザイン?』を上梓し（2013年に全面的な改訂）、利用者にとって理解可能であるばかりか誤解や誤動作を起こさない様にデザインすべきというユーザー中心設計のアプローチを提唱、ユーザビリティの概念を初めて明確化した。1993年にApple Computerのフェロー兼Advanced Technology Groupヴァイスプレジデントとなり、同社のヒューマン・インターフェイス・ガイドラインの策定に関わった。
1998年に同じユーザビリティと認知科学の研究者だったヤコブ・ニールセンとニールセン・ノーマン・グループを設立し、共同代表。他にもノースウェスタン大学教授、KAIST特別客員教授、ヒューレット・パッカード重役を歴任した。日本にも北陸先端科学技術大学院大学へ出講したことがある。2005年にベンジャミン・フランクリン・メダルを受賞。

## 著作

### 心理学
- Human information processing: An introduction to psychology (1972) in collaboration with Peter H. Lindsay (first author)[2]
ピーター・H・リンドセイ共著、中溝幸夫訳『情報処理心理学入門Ⅰ――感覚と知覚』サイエンス社、1983年
ピーター・H・リンドセイ共著、中溝幸夫訳『情報処理心理学入門Ⅱ――注意と記憶』サイエンス社、1984年
ピーター・H・リンドセイ共著、中溝幸夫訳『情報処理心理学入門Ⅲ――言語と思考』サイエンス社、1985年
- Memory and attention (1977)
富田達彦ほか訳『記憶の科学』紀伊国屋書店、1978年
- Perspectives on Cognitive Science (1981)
佐伯胖監訳『認知科学の展望』産業図書、1984年
- Learning and memory (1982)
富田達彦訳『認知心理学入門――学習と記憶』誠信書房、1984年

### ユーザビリティ
- Direct manipulation interfaces (1985) about direct manipulation interfaces in collaboration with E. L. Hutchins (first author) and J.D. Hollan
- User Centered System Design: New Perspectives on Human-Computer Interaction (1986) (editor in collaboration with Stephen Draper)
- The Design of Everyday Things (1988, originally under the title The Psychology of Everyday Things) (Newprint 2002)
野島久雄訳『誰のためのデザイン？――認知科学者のデザイン原論』新曜社、1990年
- Turn signals are the facial expressions of automobiles (1992)
佐伯胖監訳『テクノロジー・ウォッチング――ハイテク社会をフィールドワークする』新曜社、1993年
- Things That Make Us Smart (1993)
佐伯胖監訳『人を賢くする道具――ソフト・テクノロジーの心理学』新曜社、1996年／ちくま学芸文庫、2022年
- The Invisible Computer (1998)
岡本明、安村通晃、伊賀聡一郎訳『パソコンを隠せ、アナログ発想でいこう！――複雑さに別れを告げ、「情報アプライアンス」へ』新曜社、2000年
改題新版『インビジブルコンピュータ――PCから情報アプライアンスへ』新曜社、2009年
- Emotional Design (2004)
岡本明ほか訳『エモーショナル・デザイン――微笑を誘うモノたちのために』新曜社、2004年
- The Design of Future Things (2007)
安村通晃、岡本明、伊賀聡一郎、上野晶子訳『未来のモノのデザイン――ロボット時代のデザイン原論』新曜社、2008年
- Living with Complexity (2010)
伊賀聡一郎、岡本明、安村通晃訳『複雑さと共に暮らす――デザインの挑戦』新曜社、2011年
- The Design of Everyday Things (Revised & Expanded Edition) (2013)
岡本明、安村通晃、伊賀聡一郎、野島久雄訳『誰のためのデザイン？増補・改訂版』新曜社、2015年
- Design for a Better World (2023) 　  安村通晃、伊賀聡一郎、岡本明訳『より良い世界のためのデザイン』新曜社、2023年
- Defending Human Attributes in the Age of the Machine CD-ROM by the Voyager Company combining Design of Every Day Things, Turn signals are the facial expressions of automobiles, Things That Make Us Smart, and various technical reports (1994)